# Вільшаний король (балада)
«́Вільша́ний коро́ль», «Лісови́й цар», «Вільша́ний цар» (нім. Der Erlkönig) — балада Йоганна Вольфганга фон Гете. Твір написано 1782 року й описує смерть дитини від рук надприродної істоти,  духу — «Лісового царя» (при цьому невідомо, вбив його дух, чи хлопчик просто був хворий і марив).
Поет описує батька з сином, що скачуть на коні через ліс в негоду вечірньої пори. Синові здається, що його вабить до себе вільшаний цар; батько ж пояснює йому, що це все йому ввижається. Наприкінці син кричить про те, що лісовий цар наздогнав його. Коли вони нарешті приїжджають додому, батько виявляє, що дитина мертва.
Балада кілька разів перекладалася українською мовою. Найбільш відомі переклади здійснили Максим Рильський, Борис Грінченко, Пантелеймон Куліш.

## Передісторія
Мотив твору запозичений з данської легенди Ellerkonge, перекладеної на німецьку мову Йоганном Готфрідом Гердером, в його версії фігура злого духа називається вільшаним королем, Королем вільхи, або ж — Король ельфів. У німецькій мові вільха (нім. die Erle) і ельф (нім. die Elfe) схожі в написанні, у зв'язку з чим і могла виникнути помилка.
До сих пір не вирішено суперечку щодо назви балади. Невідомо, чи знав Гете про помилку Гердера, або ж схилявся до  народних знань, пов'язаних з болотними землями, зарослими вільхою і вербою. Її повинні були населяти духи, які використовують свою смертоносну силу на людях. Багато чуток і забобонів пов'язано з болотами, але також і з вільхою, яка після розтину червоніє, немов стікає кров'ю.
У данському і німецькому фольклорі фігура Короля Ельфів асоціюється зі смертю. Ця істота нібито приходить до людей, що помирають.

## Тексти
|  | ВІЛЬШАНИЙ КОРОЛЬ Хто пізно так мчить у час нічний? То їде батько, з ним син малий. Чогось боїться і мерзне син — Малого тулить і гріє він. "Чому тремтиш ти, синку, щомить?! — Король вільшаний он там стоїть! Він у короні, хвостатий пан! — «То, сину, сивий нічний туман!» — «Любе дитя, до мене мерщій! Будемо гратись в оселі моїй, Квіти прекрасні знайду тобі я, У злото матуся одягне моя». — Мій тату, мій тату, яке страшне! Як надить вільшаний король мене! — «Годі, маля, заспокойся, маля! То вітер колише в гаю гілля!» — «Хлопчику любий, іди ж до нас! Дочки мої у танку в цей час, Дочки мої тебе вийдуть стрічать, Вітати, співати, тебе колихать!» — Мій тату, мій тату, туди подивись! Он королівни вільшані зійшлись! — «Не бійся, мій синку! Повір мені: То верби сивіють удалині!» — «Мені, хлопче, люба краса твоя! З неволі чи з волі візьму тебе я!» — Мій тату, мій тату, він нас догнав! Ой, як болюче мене він обняв! Батькові страшно, батько спішить, В руках його хлопчик бідний кричить; Насилу додому доїхав він, В руках його мертвий лежав його син. | ВІЛЬШАНИЙ ЦАР Хто їде під вітер нічною добою, Синка на сідельці везе під полою? Коня острогами раз по раз торкає, Дитину до себе в тепло пригортає. «Чого се ти, синку, очиці ховаєш?!» — Вільшаний цар, тату, хіба не вбачаєш? В короні вітластій, кудлатий, патлатий, Сягає рукою, мов хоче піймати. «Коханий мій хлоню, ходімо зо мною, Гулятимем гарно-прегарно з тобою! Квітками в нас пишно лука процвітає, Парчею матуся мене зодягає». — Хіба твоє ухо, татусю, не чує, Що цар той вільшаний зо мною жартує? — «Спокійся, дитино, нічого немає, Се вітер у листі сухім завиває». — Вродливий мій хлоню, ходімо зо мною! Гуляти царівни там будуть з тобою, З тобою гуляти, вночі танцювати, На вітті гойдати, коточка співати… «Хіба ти не бачиш, татуню, вільхівен, Танців і гойдання маленьких царівен?» — Я бачу, мій синку, в гаю на майдані Колишуться верби в густому тумані. «Люблю тебе, хлоню, за личко принадне, Не хочеш по волі — неволя притягне!» — Татуню, татуню! Мене він хапає! Вільшаний цар душу мою пориває… Щомога став батько коня з ляку гнати, Маленька дитина — стогнати-конати. В домівці не радість його зустрічала: Дитина мовчала, дитина сконала | ЛІСОВИЙ ЦАР Хто їде в негоду тим лісом густим? То батько, спізнившись, і хлопець із ним. Обнявши малого, в руках він держить, Його пригортає, його він пестить. — Чом личко сховав ти, мій синку малий? — Ой тату! Чи бачиш? — Он цар лісовий: У довгій кереї, в короні… дивись! — То, синку, тумани навкруг простяглись. «Мій хлопчику любий, до мене сюди На луки зелені ти гратись іди; В моєї матусі є пишні квітки, Гаптовані злотом тобі сорочки». — Ой тату, він кличе на луки рясні, І квіти, і злото дає він мені. — Нема там нічого, мій синочку. Цить! То вітер між листям сухим шелестить. «До мене, мій хлопче, в дібровах густих Дочок вродливих побачиш моїх, Вестимуть таночок і будуть співать, Співаючи, будуть тебе колихать». — Ой тату, мій тату, туди подивись: В танку королівни за руки взялись… — О ні, усе тихо у темряві там: То верби старії схилились гіллям. «Мене, хлопче, вабить урода твоя: Чи хочеш — не хочеш, візьму тебе я!» — Ой тату, вже близько!.. Він нас дожене! Він давить, він душить, він тягне мене!... Наляканий батько не їде — летить… А хлопець нудьгує, а хлопець кричить. Добіг він додому і дивиться він: В руках уже мертвий лежить його син. |  |

### Музика
Балада надихнула багатьох музикантів. Найбільш відома композиція  Франца Шуберта 1815 року. Популярна також версія  Карла Леве. Є пов'язана з текстом Гете пісня (Dalai Lama) у німецького гурту Rammstein — батько летить з сином в літаку; під час польоту син чує заклики Володаря Неба. Дослівно текст Ґете заспіваний гуртом KMFDM в їхньому альбомі 2024 року Let Go!
Сюжет балади також використано у творчості музичного гурту Emerald Night (fantasy folk metal). Гурт використав два варіанти перекладу назви Der Erlkönig: альбом 2012 року отримав назву «Король ельфів», а заголовна пісня — «Король Вільхи».